# City of Lusaka Football Club
El City of Lusaka FC es un equipo de fútbol de Zambia que juega en la Segunda División de Zambia, la segunda categoría de fútbol en el país.

## Historia
Fue fundado en enero del año 1937 en la capital Lusaka con el nombre Lusaka City Council y fue uno de los equipos importantes de Zambia antes de la independencia del país en 1975. El club ganó el título de la Primera División de Zambia en 1964, también ha ganado 4 títulos de copa acumulados, incluyendo la primera edición de la Copa de Zambia en 1962.
Tras la independencia de Zambia, el club ha ocupado un puesto secundario no solo en el país, sino también en la ciudad de Lusaka, ya que no juega en la Primera División de Zambia desde la temporada 2010.

## Palmarés
- Primera División de Zambia: 1

1964
- Copa de Zambia: 2

1962, 1964
- Copa Desafío: 2

1962, 1963

## Entrenadores
- Jackie Sewell (1961-62)
- Fighton Simukonda (2007-08)
- Keagan Mumba (2009-10)
- George Kapembwa (2018)
- Jordi Rovira Berengue (2021)
- Sławomir Cisakowski (2022–2023)